# Nathalie Picqué
Pour les articles homonymes, voir Picqué.
Nathalie Picqué, née le 2 décembre 1973 à L'Haÿ-les-Roses, est une physicienne française.

## Biographie
Nathalie Picqué a obtenu une maîtrise en physique des lasers de l'Université Paris-Sorbonne (anciennement connue sous le nom d'Université Pierre et Marie Curie) et de l'École polytechnique, à Paris, France et a obtenu un doctorat en physique de l'Université Paris-Saclay (anciennement connue sous le nom d'Université Paris-Sud ), à Orsay, France en 1998.
En 2000, elle a reçu une bourse postdoctorale Marie Curie pour travailler au Laboratoire européen de spectroscopie non linéaire à Florence, en Italie.
En 2001, elle devient membre du personnel scientifique du Centre national de la recherche scientifique à Orsay, France.[réf. nécessaire]
En 2008, elle a rejoint l'Institut Max Planck d'optique quantique en tant que scientifique invitée à temps partiel, avant de déménager son laboratoire à Garching tout en devenant la responsable du groupe de recherche.
En 2022, elle fait partie du groupe émérite de spectroscopie laser à l'Institut Max Planck d'optique quantique en Allemagne, où elle travaille avec le lauréat du prix Nobel Theodor W. Hänsch sur la spectroscopie à double peigne.
Elle étudie la spectroscopie à ultra-haute résolution utilisant des impulsions lumineuses ultracourtes combinées à la spectroscopie à transformée de Fourier pour révéler la chimie fine des échantillons, en particulier dans le  infrarouge moyen, démontrant un pouvoir séparateur supérieur à 1 000 000 000 000.

## Récompenses et honneurs
- 1999 : Bourse postdoctorale Marie-Curie[réf. nécessaire]
- 2007 : Médaille de bronze du CNRS [6]
- 2008 : Prix Jean-Jerphagnon (Société française de physique, Société française d'optique, Académie française des technologies)[7]
- 2009 : Prix d'Excellence du CNRS
- 2010 : Prix Beller
- 2013 : Prix Coblentz[8]
- 2019 : Boursière de l'Optical Society of America[9]
- 2021 : Prix Gentner-Kastler (Société allemande de physique, Société française de physique)[10]
- 2022 Falling Walls Science Breakthrough in Physical Sciences [11]
- 2023 : Grand Prix Cécile DeWitt-Morette / École de Physique des Houches de l'Académie des sciences[12]